# Kedróvoie
Kedróvoie (en rus: Кедровое) és un poble (un possiólok) de l'óblast de Sverdlovsk, a Rússia, segons el cens del 2010 tenia 2.347 habitants.